# Part des anges
Pour les articles homonymes, voir La Part des Anges.

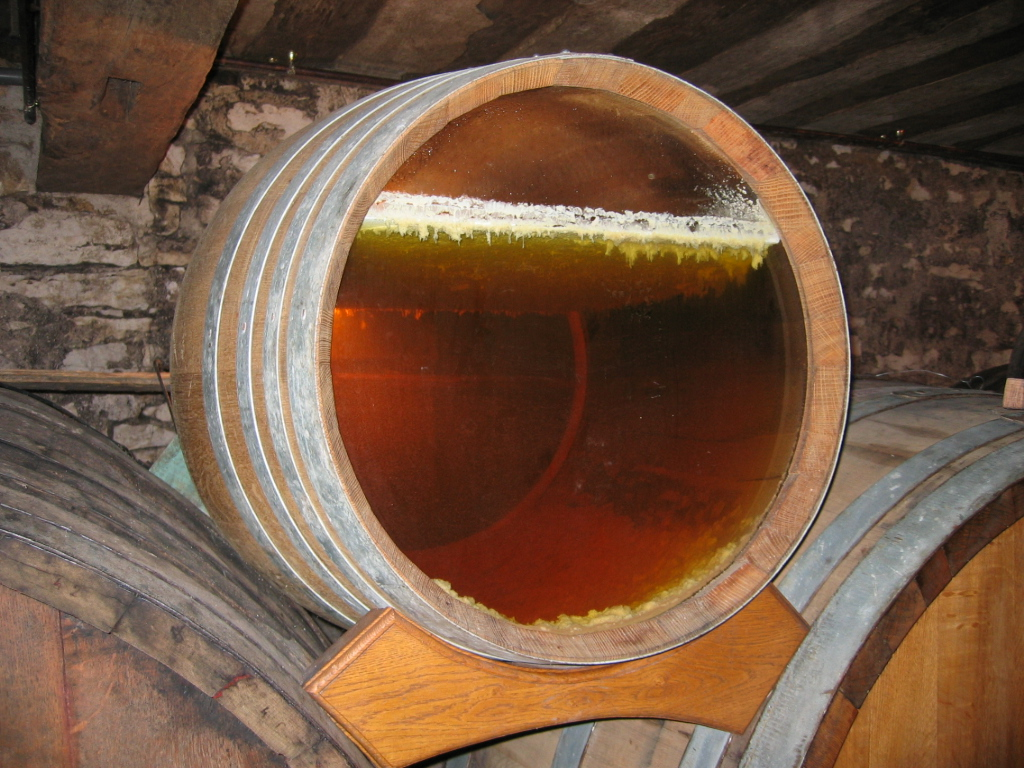
« Part des anges » visible dans un fût de 228 litres de vin jaune (AOC) en cours de maturation âgé de 6 ans et demi, non compensée par ouillage ce qui permet le développement d'un « voile » de levure actif « Saccharomyces cerevisiae type bayanus » à sa surface à l'origine de son gout

La part des anges est la partie du volume d'un alcool qui s'évapore pendant son vieillissement en fût. De façon plus générale, la freinte désigne la perte de volume subie par un produit lors de sa fabrication ou de son transport.

## Précision
Notamment présente dans les chais d'armagnac ou de cognac, l'expression aurait pour origine l'alchimie qui désignait par anges les substances volatiles.
Pendant toute la durée du vieillissement, le degré alcoolique va ainsi progressivement diminuer par évaporation. C'est ce qui rapproche naturellement et progressivement le spiritueux concerné de 40 % vol.
Dans la région de Cognac, cela représente l’équivalent de plus de vingt millions de bouteilles par an.

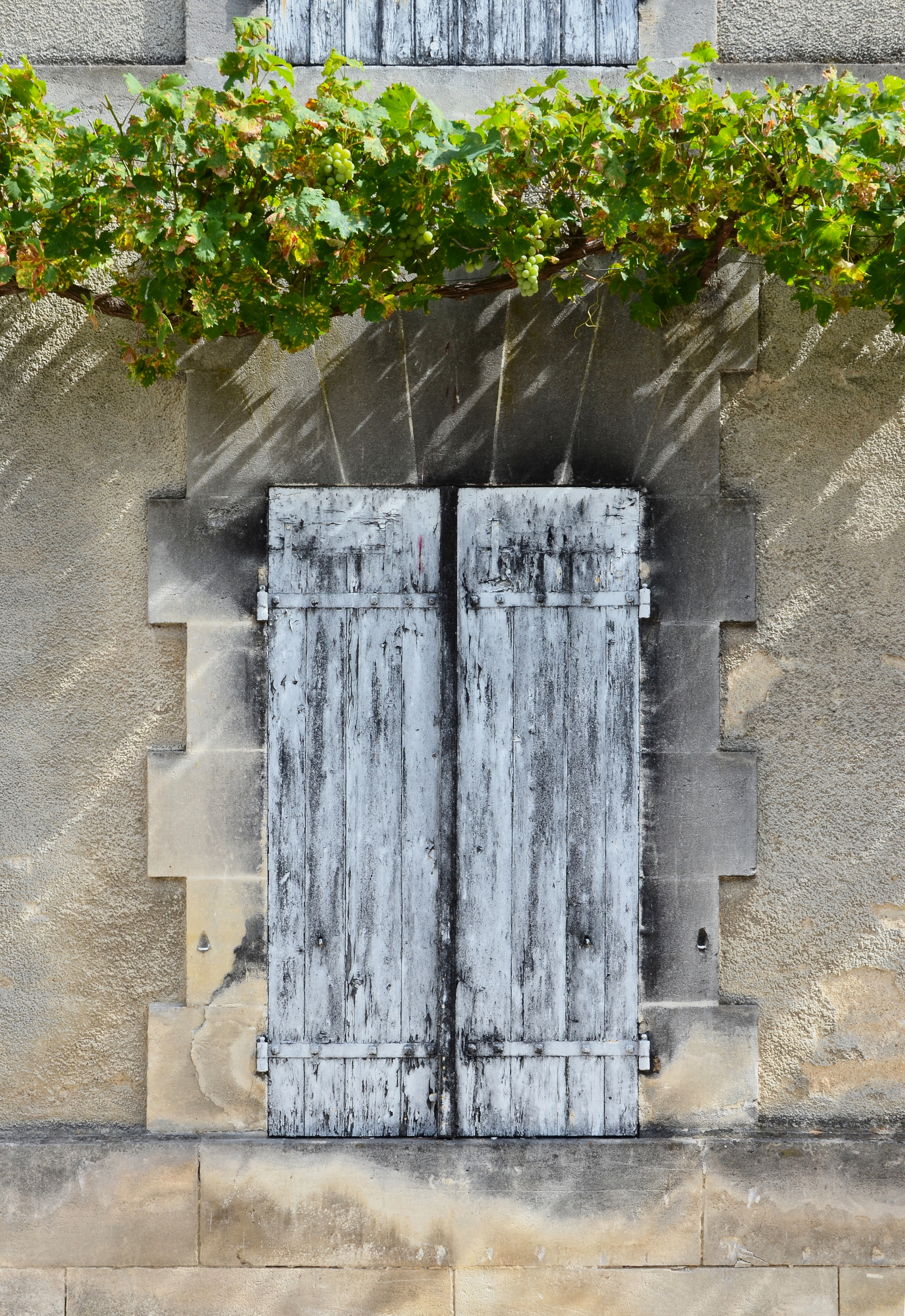
Mur et volets noircis à cause de la part des anges.

Ces vapeurs d’alcool nourrissent un champignon microscopique, Baudoinia compniacensis. Il recouvre, en les noircissant, les pierres des murs de la région, leur conférant ainsi une couleur caractéristique. Cette coloration servait autrefois aux autorités locales pour repérer les productions clandestines ; on raconte que les chais de Cognac furent identifiés et bombardés pendant la Seconde Guerre mondiale à cause de ce phénomène [réf. nécessaire].